# Lasse Jönsson
Lasse Jönsson (i riksdagen kallad Jönsson i Sandby), född 25 maj 1834 i Hörups socken, Kristianstads län, död 30 januari 1897 i Enköping, var en svensk lantbrukare och riksdagspolitiker. Han var far till Martin Sandeborg.
Jönsson var lantbrukare i Sandby samt företrädde från 1873 till sin död Lantmannapartiet för Ingelstads och Järrestads härader i riksdagens andra kammare. I riksdagen skrev han 46 egna motioner, bland annat om skatter och besvär, postverket, om sätt att utse kommunala förtroendemän, om jordbrukets och fiskets problem och om fastighetslagstiftningen.